# Steinberg (Frankenweide)
Der Steinberg  ist ein 527,9 m hoher Berg im Pfälzerwald. Er stellt zugleich die höchste Erhebung innerhalb des Landkreises Kaiserslautern dar.

## Geographie

### Lage
Der Steinberg befindet sich im Südosten der Gemarkung der Ortsgemeinde Trippstadt im westlichen Teil der Frankenweide, die in diesem Bereich allmählich ins Pfälzische Holzland übergeht. Unmittelbar südlich schließt sich der Landkreis Südwestpfalz an. Er ist Teil der pfälzischen Hauptwasserscheide. In seinem Einzugsgebiet entspringen die drei Quellbäche des Schwarzbachs, der eines von vier Hauptentwässerungssystemen des Pfälzerwaldes darstellt. Zwei Kilometer nördlich befindet sich der Weiler Johanniskreuz. Weiter südlich erstreckt sich der Hohe Heltersberg und südwestlich der Hahnenkopf.

### Naturräumliche Zuordnung
1. Großregion 1. Ordnung: Schichtstufenland beiderseits des Oberrheingrabens
2. Großregion 2. Ordnung: Pfälzisch-saarländisches Schichtstufenland
3. Großregion 3. Ordnung: Pfälzerwald
4. Region 4. Ordnung (Haupteinheit): Mittlerer Pfälzerwald
5. Region 5. Ordnung: Frankenweide

## Charakteristika
Beim Steinberg handelt es sich um eine hochflächenartige Bergform. Er ist vollständig bewaldet. Seine Vegetation besteht aus 200- bis 300-jährigen Eichen- sowie Buchenwäldern, die bisweilen „Furniereichen“ genannt werden.

## Erreichbarkeit
Der Berg ist über Waldwege erreichbar; möglicher Ausgangspunkt sind dabei Parkplätze in Johanniskreuz.

## Tourismus
Über den Berg verläuft unter anderem der Prädikatswanderweg Pfälzer Waldpfad; entlang seines West- und Nordhanges führen der mit einem gelben Kreuz markierte Fernwanderweg Saar-Rhein-Main und der mit einem weißen Kreuz gekennzeichnete Fernwanderweg Nahegau-Wasgau-Vogesen.